# Medicare (Estados Unidos)

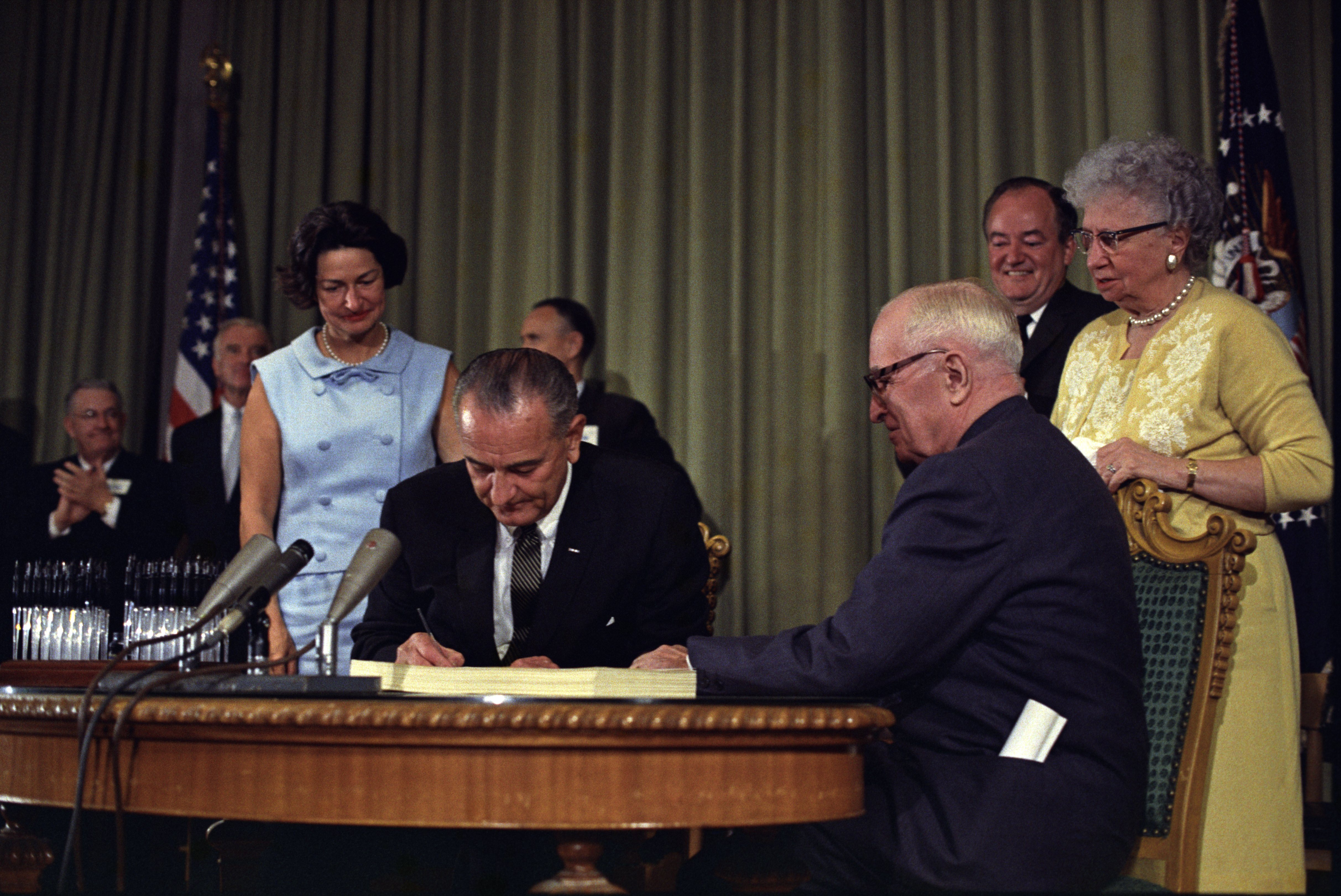
O presidente Lyndon Johnson assina a acta de criação do sistema Medicare com Harry Truman em 30 de Julho de 1965.

Medicare é o sistema de seguros de saúde gerido pelo governo dos Estados Unidos da América e destinado às pessoas de idade igual ou maior que 65 anos ou que verifiquem certos critérios de rendimento. A primeira lei que colocou em prática o Medicare foi votada em 1965 como adição à legislação da segurança social. O presidente Lyndon Johnson atribuiu o primeiro cartão de beneficiário do sistema ao ex-presidente Harry S. Truman.
Em geral, as pessoas podem receber a ajuda do Medicare se contribuírem para o sistema durante pelo menos 10 anos, tenham mais de 65 e habitem permanentemente nos Estados Unidos.
As pessoas de menos de 65 anos podem beneficiar da assistência do programa Medicare se forem portadores de alguma deficiência ou estiverem com doenças renais graves.

## Histórico
A discussão sobre a criação de um possível Sistema Nacional de Seguro de Saúde começou com o presidente Teddy Roosevelt, em 1912, mas a ideia só ganhou força em 1945, com o presidente Harry S. Truman. Este pretendia criar um fundo de saúde nacional, aberto a todos os americanos, que fornecesse cobertura para despesas como consultas médicas, visitas a hospitais, serviços de laboratório, atendimento odontológico e serviços de enfermagem; no entanto, Truman não conseguiu o apoio necessário para tornar isso uma realidade.
Vinte anos depois, em 1965, sob a liderança do presidente Lyndon B. Johnson, o Congresso criou o Medicare nos termos da Lei da Segurança Social (Social Security Act) para fornecer um seguro de saúde para pessoas com 65 anos ou mais, independentemente da condição social ou da história médica.
O principal problema social que estimulou a criação do Medicare foi o fato de que, com o envelhecimento, os custos com a saúde crescem, ao mesmo tempo que a renda mensal diminui. Além disso, o custo de um sistema de saúde privado para pessoas de idade elevada é mais do que muitas pessoas podem pagar.

## Características
Por ser um programa assumido pelo governo federal, o Medicare apresenta uma regulamentação nacional uniforme quanto à cobertura populacional, ao financiamento e aos benefícios disponibilizados. Os serviços oferecidos no programa são prestados principalmente por hospitais privados contratados; e organizações do tipo de medicina de grupo (chamado Managed Health Care) como os Health Maintenance Organizations (HMOs) e as Preferred Providers Organizations (PPOs).
O formato do Medicare disposto pelo Social Security Act compreende dois sistemas de cobertura: um básico e um complementar. O sistema básico do Medicare, de adesão obrigatória, cobre apenas parcialmente os gastos de hospitalização e requer co-pagamento pelo usuário. Os produtos oferecidos nesse sistema incluem os serviços e materiais utilizados numa internação, no diagnóstico e tratamento posterior a alta hospitalar (como serviços de reabilitação, por exemplo) até cem dias depois. Porém não cobre os honorários médicos, que são à custa do segurado; além disso, o usuário só tem direito a usar os serviços médicos residentes do hospital vinculado ao programa. O financiamento dessa parte se dá mediante contribuições compulsórias de empregados e empresas sobre a folha de salários. Mesmo assim, por ser um sistema co-financiado, o paciente terá que pagar a cada internação um montante fixo inicial (que, em 2015, será de US$ 1260) e tarifa diária a partir do sexagésimo dia de internação. O mesmo acontece com os serviços de diagnóstico (pelos quais o paciente paga quantia prefixada) e com os serviços de tratamento pós-alta hospitalar.
Já o sistema complementar do Medicare, de adesão voluntária, é um programa de seguro médico complementar. Cobre despesas com honorários médicos, serviços domiciliares, de diagnóstico radiológico, de transporte em ambulância e a utilização, após alta domiciliar, de equipamentos a domicílio, como leitos especiais e cadeiras de rodas. Inclui também o transplante de órgãos. Essa parte do sistema é financiada, de forma paritária, por recursos fiscais e prêmios pagos pelos empregados. Também requer o co-pagamento pelo segurado (que em 2015 será de US$ 147 de franquia anual).
O Medicare é apontado como um sistema de saúde de baixa acessibilidade, exemplo disso é que, até à reforma de Obama, deixava de fora muitos cuidados de saúde, como os preventivos, os de longa duração e os de oncologia. Muitas das medidas adotadas pelo Patient Protection and affordable Care Act (PPACA) em 2010, entre elas a eliminação dos co-pagamentos nos subsistemas públicos, possivelmente farão aumentar o nível de acessibilidade.

## Avaliação popular
Devido à reincidência do debate sobre a dívida pública americana e o déficit do orçamento federal, uma análise das pesquisas nacionais realizadas em 2013 mostra que, em comparação com relatórios do Governo feitos por pessoas especializadas, o público tem diferentes pontos de vista sobre a necessidade de se reduzir os gastos do Medicare no futuro para lidar com o déficit do orçamento federal. Enquanto muitos especialistas acreditam que os gastos com o Medicare devem ser reduzidos a fim de diminuir esse déficit, as pesquisas apontam que de 10-36% da população apoia tal redução, sendo que 31% da população acredita que o Medicare é uma das principais causas para o déficit orçamentário.
Estudos revelam, ainda, que o Medicare permanece bastante popular entre a população e seus beneficiários mesmo após mais de 46 anos de seu decreto. Além disso, dois terços dos americanos (68%) acreditam que os benefícios valem o custo dos impostos pagos. Em contraste, quando os americanos foram perguntados sobre tudo que o Governo Americano faz por eles, apenas 44% disseram que recebem em benefícios um valor equivalente ou superior do que é pago em impostos. Cerca de 6 em cada 10 pessoas dizem que o programa do Medicare é “muito importante” a eles e a seus familiares, e 72% diz que ele é ou será “extremamente importante” ou “muito importante” para suas situações financeiras quando se aposentarem. Ademais, o Medicare é bem classificado por aqueles que o usam. 51% dos idosos, maioria dos quais são cobertos pelo Medicare, classificam sua cobertura do seguro de saúde como “excelente”. Essa é uma proporção significativamente alta quando comparada aos 32% dos segurados americanos com uma idade inferior a 65 anos que classificaram seu seguro de saúde como “excelente”.
Devido a esses números marcantes, tem sido difícil para os líderes políticos tomarem uma solução para o problema do aumento de gastos do Medicare, apesar das advertências por causa do déficit orçamentário governamental.

## Estatísticas
A população estadunidense apresenta características típicas de países desenvolvidos, com uma taxa bruta de nascimentos em 2012 de 13,3/10000 habitantes. A taxa bruta de mortalidade no mesmo ano foi de 8,4/1000. A população idosa (acima de 60 anos de idade), principal usuária do Medicare, corresponde a aproximadamente 19% da população. E dentre as principais causas de morte se destacam doenças crônicas degenerativas.
Os gastos com o Medicare em 2012 corresponderam a 16% do orçamento federal dos EUA, o equivalente a 551 bilhões de dólares. Desde 1966 houve um aumento de mais de duas vezes na população idosa que utiliza o programa, alcançando a cobertura de 41,9 milhões de idosos em 2012. Um outro nicho da população que tem se beneficiado mais com o Medicare são os portadores de deficiência física, que passou de 2,25 milhões de usuários em 1975 para 8,8 milhões em 2012.

## Medigap
Medigap (também designado por Medicare Supplement Insurance ou Medicare Supplement Insurance) refere-se a uma variedade de planos de seguro de saúde privados vendidos para além do programa Medicare nos Estados Unidos. O seguro Medigap oferece cobertura para muitos co-pagamentos e alguns co-seguros relacionados com um hospital coberto pelo Medicare, um centro de enfermagem especializado, cuidados de saúde ao domicílio, ambulância, equipamento médico duradouro e co-pagamentos médicos. O nome Medigap vem da noção de que existe para cobrir a diferença ou "lacuna" entre os custos reembolsados aos prestadores pelas Partes A e B do programa Medicare e o montante total permitido para ser cobrado por esses serviços pelos Centros de Serviços Medicare e Medicaid dos EUA (CMS).
Os beneficiários de prestações do Seguro de Invalidez da Segurança Social (SSDI) ou os doentes com insuficiência renal terminal (TRF) são elegíveis para cobertura Medicare independentemente da idade, mas não são automaticamente elegíveis para adquirir apólices Medigap, exceto se tiverem 65 anos de idade ou mais. Ao abrigo da lei federal, as seguradoras não são obrigadas a vender apólices Medigap a pessoas com menos de 65 anos e, mesmo que o façam, podem efetuar um exame médico. No entanto, uma ligeira maioria dos estados exige que as seguradoras ofereçam pelo menos um tipo de apólice Medigap a, pelo menos, alguns beneficiários do Medicare neste grupo etário. Vinte e cinco destes estados exigem que as apólices Medigap sejam disponibilizadas a todos os beneficiários do Medicare. Na Califórnia, Massachusetts e Vermont, as apólices Medigap não estão disponíveis para os doentes com NPT.